# Olga Maršálová
Olga Maršálová (21. června 1912 – ???) byla česká a československá politička Komunistické strany Československa a poválečná poslankyně Ústavodárného Národního shromáždění.

## Biografie
V parlamentních volbách v roce 1946 byla zvolena poslankyní Ústavodárného Národního shromáždění za KSČ. Mandát zastávala jen do prosince 1946, kdy rezignovala a místo ní nastoupil Václav Lavička.